# Louis Lewin
Louis Lewin (Tuchola, 9 novembre 1850 – Berlino, 1º dicembre 1929) è stato un farmacologo tedesco.

## Biografia

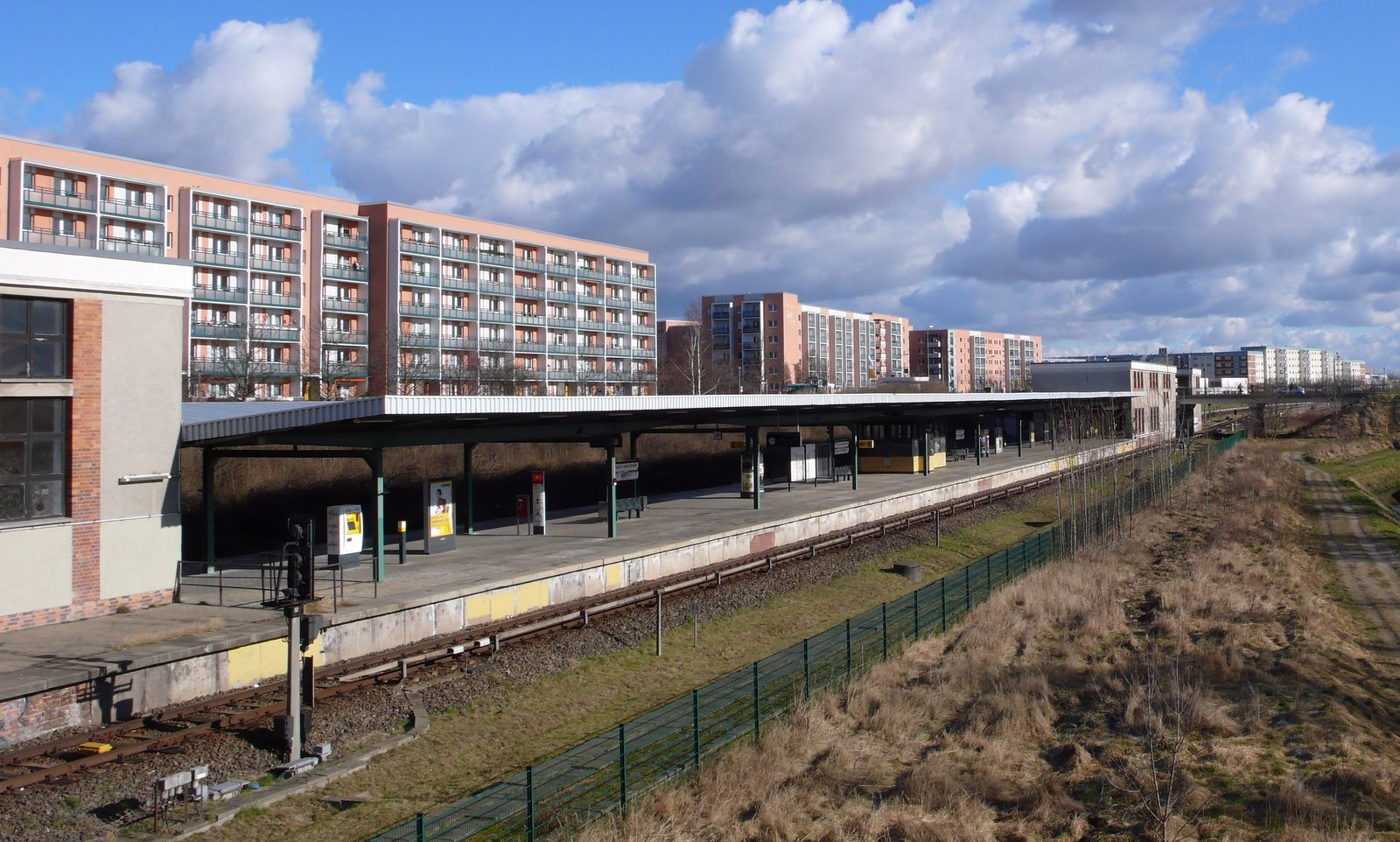
La stazione della metropolitana berlinese dedicata a Louis Lewin

Cominciò gli studi al ginnasio per proseguire all'Università di Berlino. Dopo il conseguimento della laurea in medicina nel 1876, si trasferì a Monaco nei laboratori di Voit e Pettenhkofer. Ritornato a Berlino nel 1878, divenne assistente di Liebreich all'Istituto di farmacologia dell'Università e, tre anni dopo, fu ammesso alla facoltà di medicina come ordinario di farmacologia e tossicologia. Nel 1886 pubblicò la prima analisi metodica del Peyote, che inizialmente, in suo onore, fu chiamato Anhalonium lewinii.
Nel 1897 fu nominato professore, ricevendo la carica onoraria nel 1919.
A Berlino sono state dedicate al suo nome una via ed una stazione della metropolitana.

## Classificazione tossicologica delle droghe
Il compito più impegnativo per Lewin fu quello di creare un sistema per la classificazione delle piante e droghe psicoattive basato sulla loro azione farmacologica. Le categorie originali erano:
- Inebriantia (Inebrianti come alcol o etere)
- Exitantia (Stimolanti come qāt o anfetamina)
- Euphorica (Euforici e narcotici come l'eroina)
- Hypnotica (Tranquillizzanti come la Kava)
- Phantastica (Allucinogeni o Enteogeni come Peyote o Ayahuasca)

## Opere
Al momento della sua morte, Lewin lasciò circa duecentotrenta pubblicazioni, soprattutto su problemi di farmacologia, ma si occupò anche di medicina, di chimica, di etnologia e di antropologia.